# Cappadonna
Darryl Hill (New York, 18 september 1969), beter bekend als Cappadonna, is een Amerikaans rapper, die bekendheid verwierf als lid van de hip-hopgroep Wu-Tang Clan. Ook maakte hij soloalbums en is hij lid van het rapduo Wu South.

## Biografie
Cappadonna maakte zijn debuut op de nummers "Ice Cream" en "Ice Water" op het album Only Built For Cuban Linx van Raekwon. Eind 1996 verscheen hij in het nummer "Winter Warz" van Ghostface Killah. Hij verscheen meerdere malen op het in 1997 uitgegeven Wu-Tang album Wu-Tang Forever, met name op de single "Triumph". In 1998 bracht hij zijn eerste soloalbum uit, The Pillage, geproduceerd door RZA. Onder andere Wu-tang leden U-God en Method Man zijn op dit album te horen. In 1996 maakte hij met de ravegroep Genaside II het nummer Basic Killer Instinct.
Hij bleef werken met de leden van Wu-Tang Clan en was op elk later album dat zij uitbrachten te horen. Zijn soloalbums werden niet zo'n succes als dat die van Wu-Tang Clan en hij verwierf ook geen grote bekendheid. Hij bleef dus vooral een underground rap-artiest. Volgens de RZA is Cappadonna een officieel lid van de Wu-Tang Clan vanaf het vijfde album 8 Diagrams.

## Discografie
Albums
- 1998 - The Pillage
- 2001 - The Yin and the Yang
- 2003 - The Struggle
- 2008 - The Cappatilize Project
- 2009 - Slang Prostitution
- 2011 - The Pilgrimage
- 2014 - Hook Off
- 2015 - The Pillage 2
- 2018 - Ear Candy

- Bibliothèque nationale de France: cb13998444n (data)
- Gemeinsame Normdatei: 135097967
- International Standard Name Identifier: 0000 0000 7839 3802
- Library of Congress Control Number: no98089295
- MusicBrainz: 20292c32-1fe2-4e5d-82c8-7e04e6b8cf73
- Nationale Bibliotheek van Tsjechië: xx0115332
- Virtual International Authority File: 263570144
- WorldCat: E39PBJd8cddvDDPx3YrjHHpkjC